# Piani
Piani (indonez. Kecamatan Piani) – kecamatan w kabupatenie Tapin w prowincji Borneo Południowe w Indonezji.
Kecamatan ten graniczy od północy z kabupatenem Hulu Sungai Selatan, od południowego wschodu i południa z kabupatenem Banjar, od południowego zachodu z kecamatanem Bungur, a od zachodu z kecamantanem Lokpaikat.
W 2010 roku kecamatan ten zamieszkiwało 5 361 osób, z których 2 732 stanowili mężczyźni, a 2 629kobiety. 4 095 osób wyznawało islam, 357 chrześcijaństwo, 127 hinduizm, a 720 nie przyporządkowało się do żadnego z wymienionych wyznań.
Znajdują się tutaj miejscowości: Balawaian, Baramban, Batu Ampar, Batung, Buni In Jaya, Harakit, Miawa, Pipitak Jaya.